# Белоусов, Михаил Михайлович
Михаил Михайлович Белоусов (28 февраля 1905, Казань — 1960) — русский советский актёр, Народный артист Украинской ССР (1948).
Родился в Казани. Брат народного артиста Украинской ССР Алексея Таршина.
Сценическую деятельность начал с 1923 года в Казанском драматическом театре. Работал в Ульяновске, Астрахани, Горьком, Ростове, Тбилиси.
С 1939 работал в Киевском русском драматическом театре имени Леси Украинки.
Наиболее известные роли Белоусова: Чацкий («Горе от ума» Грибоедова), Жадов, Белугин («Тепленькое место», «Женитьба Белугиной» А. Островского), Фердинанд («Коварство и любовь» Шиллера), Дон-Жуан («Каменный хозяин» Леси Украинки). Снимался в кино («Над Черемошем», 1954).

## Награды
- орден Трудового Красного Знамени (30.06.1951)
- орден Знак Почёта (23.01.1948)